# NGC 3162
NGC 3162 (NGC 3575) é uma galáxia espiral barrada (SBbc) localizada na direcção da constelação de Leo. Possui uma declinação de +22° 44' 14" e uma ascensão recta de 10 horas, 13 minutos e 31,5 segundos.
A galáxia NGC 3162 foi descoberta em 12 de Março de 1784 por William Herschel.